# 姑蘇晚報
姑苏晚报是中華人民共和國江蘇省蘇州市的一份報紙，隸屬於苏州日报报业集团。該報於1994年1月1日创刊。截至2013年，該報在苏州的日发行量达到20万份。